# J'ai vingt ans
Pour plus de détails, voir Fiche technique et Distribution.
J'ai vingt ans (en russe : Мне двадцать лет, Mne dvadtsat' let) est un film soviétique réalisé par Marlen Khoutsiev et sorti en 1965. Réalisé en 1962 sous le titre La Porte Ilitch (en russe : Застава Ильича), du nom d'un quartier de Moscou, le film fut, sous la pression des autorités soviétiques, remanié et son titre modifié,.

## Synopsis
L'histoire se déroule à Moscou, à l'époque de la déstalinisation. Elle met en scène les déambulations et interrogations existentielles de trois jeunes hommes dont les pères sont morts au cours de la Grande guerre patriotique (nom donné par les Soviétiques au Front de l'Est de la Seconde Guerre mondiale) contre l'envahisseur allemand.

## Fiche technique
- Titre du film : J'ai vingt ans
- Titre original : Мне двадцать лет, Mne dvad'tsat let
- Réalisation : Marlen Khoutsiev
- Scénario : Guennadi Chpalikov, Marlen Khoutsiev
- Photographie : Marguerita Pilikhina - Noir et blanc, 35 mm
- Musique : Nikolaï Sidelnikov
- Décors : Irina Zakharova
- Production : Gorki Film Studio (Moscou)
- Durée : 164 minutes version censurée contre 188 minutes dans la version originale autorisée en 1987
- Pays d'origine :  Union soviétique
- Sortie : 18 janvier 1965

## Distribution
- Valentin Popov : Sergueï Jouravlev
- Stanislav Lioubchine : Slava Kostikov
- Nikolaï Goubenko : Nikolaï Fokine
- Marianna Vertinskaïa : Ania
- Svetlana Starikova : Vera, la sœur de Sergueï
- Lev Prygounov : lieutenant Jouravlev, père de Sergueï
- Lev Zolotoukhine : le père d'Ania
- Bella Akhmadoulina : Bella
- Zinaïda Zinovieva : Olga Mikhailovna Jouravleva, la mère de Sergueï et Vera
- Andreï Tarkovski : un invité
- Tatiana Bogdanova : Lioussia Kostikova, la femme de Slava
- Ludmila Selianskaïa : Katia Ermakova, la conductrice
- Aleksandre Blinov : Nikolaï Kouzmitch (Sasha Blinov)
- Piotr Chtcherbakov : Piotr Evguenievitch Tchernoussov
- Gennadi Nekrasov : Vladimir Vassilievitch
- Nikolaï Zakharchenko : un ami
- Olga Gobzeva : Vera
- Tamara Sovtchi : Valia
- Svetlana Svetlitchnaïa : Svetlana
- Andreï Kontchalovski : Youra
- Pavel Finn : un invité
- Rodion Nakhapetov : soldat[3]

## Autour du film
Grigori Tchoukhraï parla, à propos des événements tragiques liés à la Seconde Guerre mondiale, des adolescents russes qui rejoignirent le front « en sortant de l'école ». Lui-même évoqua ce drame dans La Ballade du soldat. Bien que son film et d'autres, également contemporains, « rendent hommage à l'héroïsme de l'Armée rouge, leur ton n'est cependant pas celui de l'exaltation guerrière (...) ».
Le thème de ces « combattants fauchés à la fleur de l'âge » est au cœur du film de Marlen Khoutsiev, intitulé initialement La Porte Ilitch. Ce qui provoquera la colère du pouvoir soviétique, et de Nikita Khrouchtchev particulièrement, c'est la scène la plus forte, celle où l'un des jeunes hommes voit apparaître son père tué à la guerre et le questionne : « Que faire ? -Il faut vivre !- Mais comment vivre, comment ?- Quel âge as-tu ?- Vingt-trois ans- Et moi j'en ai vingt-un. »
Le scénariste Valentin Ejov (La Ballade du soldat) s'exclame : « C'est une œuvre extraordinairement authentique, belle et nécessaire. (...) La chose la plus belle est qu'on n'y trouve pas de réponses toutes prêtes, contrairement à ce que nous cherchons tous à faire. ».
Mais les officiels soviétiques ne l'entendent pas ainsi. Dans une note adressée le 28 décembre 1961 au directeur du studio Gorki, le responsable de la production au Ministère de la Culture écrit : « L'un des défauts les plus sérieux du scénario réside dans son ton indifférent, dans sa position civique contemplative, et non active. Les scénaristes (Guennadi Chpalikov et Marlen Khoutsiev) considèrent les personnages comme des représentants typiques de la jeunesse d'aujourd'hui, pourtant le monde de leurs intérêts spirituels et sociaux est excessivement limité et l'idée qu'ils ont de la vie soviétique assez primitive. »
Début mars 1963, Nikita Khrouchtchev, Premier secrétaire du Comité central du PCUS, intervient personnellement et condamne sévèrement le film : « (...) Les plus positifs parmi les personnages, les trois jeunes ouvriers, ne sont pas l'incarnation  de notre merveilleuse jeunesse. On veut démontrer qu'ils ne savent pas comment vivre ni à quoi aspirer. Et ceci en nos temps d'édification intégrale du communisme. (...) Non, dans de pareilles gens, le socialisme ne peut avoir confiance, (...), ce sont des individus moralement las, précocement vieillis, privés de hauts idéaux (...) Une sérieuse objection de principe concerne l'épisode de la rencontre du protagoniste avec l'ombre de son père mort à la guerre. (...) Comment peut-on penser qu'un père ne réponde pas à la question d'un fils et ne l'aide pas d'un conseil pour trouver la voie juste dans la vie ? (...) ».
Le film sera donc remanié (une séquence importante - celle de la soirée de poésie - sera supprimée), son titre modifié et sortira en janvier 1965 (c'est-à-dire après la destitution de Khrouchtchev). Il sera récompensé d'un Prix spécial du Jury au Festival de Venise 1965 (ex æquo avec Simon du désert de Luis Buñuel).
La version initiale sera restaurée et réhabilitée vingt ans plus tard. Un communiqué de l'Union des cinéastes soviétiques, datant du 14 mai 1987, reconnaîtra ainsi : « Après avoir visionné La Porte d'Ilitch, la commission a estimé injustifiée la refonte de l'œuvre à laquelle les auteurs furent contraints par les dirigeants de la cinématographie d'alors. »

### Les différentes versions
Deux des scènes les plus importantes du film sont largement censurées. La première figure une querelle entre Ania, petite amie de Serioja, et le père de celle-ci, lorsqu’elle vient lui annoncer qu’elle quitte la maison paternelle. Dans la version originale, le père est excédé contre ces jeunes qui, au lieu de prendre leur vie en main, perdent leur temps en bavardages oiseux : « Vous n’arriverez à rien tant que vous n’aurez pas compris que la vie n’est pas faite de discussions vides, mais d’actes concrets ». Or, le parti attend du héros un engagement clair dans une cause publique, aux côtés de la Révolution, un héros sans révolte ni aspirations vagues. Dans la version censurée, on observe une distorsion du sens de cette scène vers un renforcement de l’anecdote amoureuse. Le rapport intime à soi-même dans le doute et l’hésitation est écrasé et le propos largement recentré sur l’inquiétude paternelle quant à l’avenir de sa fille. 
Par ailleurs, dans la version originale, l’amplitude du conflit père/fille et la violence d’Ania à l’égard de son père plongent celui-ci dans un tel état de prostration qu’à la fin de la scène, il a du mal à articuler ses phrases. Il s’en va écrasé de douleur, humilié à la fois dans son rôle de père et en tant que représentant de la génération stalinienne. Car, après l’avoir cinglé de cet aveu : « Chez toi, je ne peux rien supporter », sa fille lui lance à la figure les motifs de ce dégoût : « Parce que je ne te crois pas. Parce que toujours, toute ta vie, quand tu disais une chose, tu en pensais une autre ». Ce à quoi il répond, doucement, sombrement : « Tout cela n’est pas si simple ». À ce reproche du mensonge pratiqué toute sa vie (cette séquence, c’est-à-dire la deuxième partie de la scène, est supprimée par la censure et retournée à nouveau dans un sens différent), s’ajoute, proféré par Serioja cette fois, celui de son activité, sous-entendu pendant l’époque stalinienne. À la question du père : « Vous admettez qu’il existe malgré tout une expérience liée à l’âge ? », Serioja répond : « D’une façon générale, oui. Quoi qu’il y ait une forme d’expérience que personnellement je n’envie pas ». Et le père, battant en retraite, répond : « C’est une question complexe. Parlons plutôt de vous ». Dans la version originale, enfin, le conflit de générations est flagrant, et reconnu par le père : « C’est très dommage, mes enfants, que vous vous écartiez autant de nous, de notre génération ».
Dans J’ai vingt ans, au contraire, ce conflit est largement atténué et surtout, il ne dévie pas vers la responsabilité des aînés dans la période stalinienne. Ania respecte son père ; elle s’excuse même de s’être énervée. Son père la reprend : « Tu ne devrais pas parler sur ce ton ». Le retournement de situation est total : de la place d’accusé dans la version originale, le père bascule dans le rôle de celui qui détient l’autorité. Serioja est là pour apaiser le conflit père/fille, somme toute bénin et banal. Il n’est plus question de lui reprocher son passé. Cette scène croise donc les deux motifs de censure évoqués.
La deuxième scène est celle de l’apparition à Serioja du fantôme de son père mort à la guerre et elle a suscité autant de polémiques que la première. Elle montre le jeune homme, chez sa mère, la nuit, affalé à une table et plongé dans ses pensées. Soudain, dans un fondu-enchaîné, son père mort lui apparaît, comme s’il descendait du portrait accroché au mur. Il est au front, tisonne le feu et monte la garde auprès de ses camarades endormis. Dans la version originale, le jeune homme s'adresse à lui et exprime de façon poignante sa difficulté à vivre :  « Je ne veux pas employer de grands mots à propos de la vie, mais il y a des moments où l’on est seul à seul avec soi-même, avec sa conscience ». Serioja ressent un manque violent par rapport à l’absence de ce père : « J’ai confiance en toi comme en personne. Tu comprends, j’ai besoin de tes conseils. Je me sens très mal » (ce dernier passage est supprimé dans J'ai vingt ans ). Mais sa souffrance est présentée avec une intensité dramatique. Dans La Porte d'Ilitch, le dialogue entre le père et le fils est totalement bloqué, sans issue. La question de Serioja à son père : « Comment vivre ? » reste sans réponse. Le père-soldat, après lui avoir demandé son âge (23 ans), répond qu’il est mort, lui, à 21 ans et ajoute (fragment de phrase censuré dans J’ai vingt ans) : « Comment pourrais-je te donner des conseils ? ». Puis il se dresse pour rejoindre ses camarades comme s’il voulait couper court à la conversation. Le fils reste abandonné à lui-même.
Dans J'ai vingt ans, la fin de la scène est modifiée et son message dévié vers la veine patriotique et nationale. Le père se lève pour aller retrouver ses camarades et répond à l’appel pathétique de Serioja par une phrase grandiloquente : « Adieu ! C’est bientôt le matin. Tu dois aller au travail. Je t’envie, j’aimerais tant à présent passer par les rues de Moscou. C’est une ville formidable, la plus belle du monde. Adieu, mon fils ! Désormais, chaque année, la distance sera plus grande entre nous. Tu mûriras. Je te lègue la Patrie ». De nouveau, la quête existentielle est détournée au profit de la veine héroïque. Cette scène a suscité un tollé chez Khrouchtchev dans son discours du 8 mars : « Peut-on concevoir que le père ne réponde pas à la question de son fils et qu’il ne l’aide pas d’un conseil pour lui montrer le bon chemin à prendre dans la vie ? […] Alors quoi, vous voulez mettre le désaccord dans la famille soviétique qui réunit les jeunes et les vieux dans la lutte pour le communisme ? ». [En Union Soviétique,] « il n’y a pas de problème de ‘pères et fils’ dans le sens ancien ».
Censurer le conflit entre  pères et fils est pourtant un contresens par rapport au dessein de Khoutsiev. Celui-ci a voulu montrer la continuité entre les générations qui se sont succédé depuis 1917 : celle de la Révolution, celle de la Grande Guerre patriotique, et enfin celle des années 1960, incarnée par les trois jeunes héros. Selon lui, « le thème du film est la façon dont se forme une conscience de citoyen chez un jeune homme et la nécessité absolue d’être toujours un citoyen militant de sa patrie ». Ce serait donc une erreur d’imaginer que c’est contre un opposant au régime que s’exerce la censure, comme ce sera le cas sous Brejnev avec les dissidents. La profession de foi du jeune Khoutsiev éclate avec force au travers d’une tirade de Serioja : « Je prends au sérieux la Révolution, l’Internationale, l’année 1937, la Guerre, parce que presque aucun d’entre nous n’a plus de père... ». Son engagement aux côtés du parti est indéniable, et d’ailleurs personne, pas même Khrouchtchev, ne le remet en cause. Cet objectif apparaît clairement dans la séance de délibération sur le remaniement du film (12 mars 1963) : « En faisant un film, nous » – Khoutsiev et le scénariste Guennadi Chpalikov – « n’avons pas essayé de faire quelque chose qui puisse nuire à la cause que nous servons, c’est-à-dire notre patrie, le peuple et le parti ». Et il ajoute : « Je me sens très fortement lié à l’histoire de mon pays, et pas seulement par mon travail mais aussi par toutes les pages de ma biographie ». Artiste soviétique engagé, il partage la conception communiste de l’art militant et c’est avec une humilité sincère qu’il déclare : « Nous allons refaire le film en prenant en considération la dure critique du Parti, un film qui participe pratiquement à la lutte commune, parce que je ne m’imagine tout simplement pas qu’une œuvre artistique puisse avoir une autre vocation ».

## Prix
- Mostra de Venise 1965 :
  - Valentin Popov : Prix du meilleur acteur
  - Marlen Khoutsiev : Grand prix du jury (ex æquo avec Simon du désert  de Luis Buñuel
  - Marlen Khoutsiev : Lion d'or

## Sources
- L’œuvre dénaturée. Un cas de censure cinématographique dans l'URSS de Khrouchtchev, Martine Godet, Annales. Histoire, Sciences Sociales , 1996, vol. 51, no 4 pp. 781-804. sur persée.fr
- La Porte d'Ilitch sur l'Iconothèque russe et soviétique
- Martine Godet, La Pellicule et les Ciseaux. La censure dans le cinéma soviétique, du dégel à la perestroïka, Paris, Éditions du CNRS, 2010, 308 p.  (ISBN 978-2-271-07058-6).